# Kuolpanrivier
Kuolpanrivier (Zweeds: Kuolpanjåkka/Guolbbanjohka) is een rivier die stroomt in de Zweedse  gemeente Kiruna. De rivier verzorgt de afwatering van het Välimeer, dat water ontvangt van diverse bergbeken en –rivieren. De Kuolpanrivier stroomt naar het westen weg, stroomt ten zuiden van de Oost Väliberg, ontvangt water uit de Lahttekrivier en komt langs de Kuolpanberg. De rivier is 26,25 km lang. Ze stroomt in de Rautasrivier.
Afwatering: Kuolpanrivier → Rautasrivier → Torne → Botnische Golf